# Didier Talla
Eugène Didier Talla Nembot (sinh ngày 18 tháng 3 năm 1986), hay đơn giản Eugène Talla, là một cầu thủ bóng đá người Cameroon thi đấu cho Al-Minaa ở vị trí tiền vệ.

## Danh hiệu
- Cameroonian Cup
  - Vô địch 2009 cùng với Panthère du Ndé